# 기장군민축구단
기장 군민 FC(Gijang Citizen Football Club)는 대한민국 부산광역시 기장군에 있는 축구 선수단이다. 기장군민축구단이 운영하는 남자 세미프로 축구단이며, 2025년에 창단되었다. 2025년 시즌부터 K4리그에 참가하고 있다.

## 참고 문헌
- “스포츠지원포털 등록 현황”. 대한체육회.
- “KFA 통합경기정보 시스템”. 대한축구협회.